# 마녀의 사랑
《마녀의 사랑》은 2018년 7월 25일부터 2018년 8월 30일까지 MBN에서 방영된 드라마이다.

## 등장 인물

### 주요 인물
- 윤소희 : 강초홍 역 - 마녀. 국밥집 배달부
- 현우 : 마성태 역 - S&P푸드빌 상무
- 홍빈 : 황제욱 역 - 웹툰 작가
- 김영옥 : 맹예순 역 - 마녀. 전설의 국밥집 운영
- 고수희 : 조앵두 역 - 마녀. 국밥집 운영. 왕년에 날리던 기생

### 그 외 인물들
- 최재섭 : 김동수 역 - 성태 비서
- 최태환 : 최민수 역 - 초홍 전남친
- 장원영 : 치킨집 양사장 역
- 정영주 : 송여사 역 - 금고 진상고객. 족발집 사장
- 한민혁
- 유준아
- 박정상
- 홍가람
- 하은
- 양정수
- 김효정
- 김윤미
- 노영주
- 서현재
- 유경식
- 주아연
- 박재원
- 서동석
- 전상인
- 배한용
- 백재진
- 김수현
- 홍정민
- 윤진솔 : 송하경 역 - 한물 간 연예인
- 유혜인
- 최나무
- 하수호
- 박영수
- 김덕현
- 홍경연
- 조선묵 : 제욱의 아버지 역
- 김진아
- 편가연
- 옥일재
- 주부진
- 염지영
- 이도엽
- 유옥주
- 민대식
- 오진하
- 이칸희 : 성태의 어머니 역
- 윤복성
- 송훈

## 같이 보기
- 대한민국의 텔레비전 드라마 목록 (ㅁ)
- 2018년 대한민국의 텔레비전 드라마 목록